# Centrodera sublineata
Centrodera sublineata là một loài bọ cánh cứng trong họ Cerambycidae.